# Campionati europei di tiro da 10 metri 2024
I Campionati europei di tiro da 10 metri 2024 furono la 55ª edizione della competizione organizzata dalla Federazione europea di tiro. Si svolsero dal 24 febbraio al 3 marzo 2024 a Győr, in Ungheria, e furono validi come qualificazione per le Olimpiadi di Parigi 2024.

## Podi
Fonte: . 
I punti sono riferiti alle finali delle rispettive categorie.

### Assoluti
| Evento               | Oro                                                          | Punti | Argento                                                 | Punti | Bronzo                                                                     | Punti |
| Uomini               |                                                              |       |                                                         |       |                                                                            |       |
| Pistola individuale  | Paolo Monna                                                  | 239,9 | Juraj Tužinský                                          | 239,8 | Robin Walter                                                               | 216,3 |
| Carabina individuale | Patrik Jány                                                  | 251,2 | István Péni                                             | 249,7 | Martin Strempfl                                                            | 227,7 |
| Pistola a squadre    | Turchia İsmail Keleş Yusuf Dikeç Buğra Selimzade             |       | Ucraina Viktor Bankin Oleh Omel'čuk Pavlo Korostyl'ov   |       | Ungheria János Polgár Tátrai Miklós Szabolcs Trájer                        |       |
| Carabina a squadre   | Ucraina Sviatoslav Hudzyi Serhij Kuliš Oleh Tsarkov          |       | Croazia Petar Gorša Miran Maričić Josip Sikavica        |       | Ungheria Soma Richard Hammerl Zalán Pekler István Péni                     |       |
| Donne                |                                                              |       |                                                         |       |                                                                            |       |
| Pistola individuale  | Anna Dulce                                                   | 239,3 | Şimal Yılmaz                                            | 237,4 | Zorana Arunović                                                            | 216,1 |
| Carabina individuale | Anna Janssen                                                 | 253,1 | Julia Piotrowska                                        | 251,3 | Audrey Gogniat                                                             | 230,3 |
| Pistola a squadre    | Ungheria Sara Rahel Fabian Miriam Jákó Veronika Major        |       | Ucraina Zorana Arunović Brankica Zarić Jovana Todorović |       | Bulgaria Antoaneta Kostadinova Miroslava Mincheva Adiel Radoslavova Ilieva |       |
| Carabina a squadre   | Norvegia Jeanette Hegg Duestad Jenny Stene Pernille Nor-Woll |       | Ungheria Eszter Meszaros Gitta Bajos Eszter Denes       |       | Polonia Julia Ewa Piotrowska Aneta Stankiewicz Izabella Kinga Dudek        |       |
| Misti                |                                                              |       |                                                         |       |                                                                            |       |
| Pistola a squadre    | Ucraina Olena Kostevych Oleh Omelchuk                        |       | Austria Sylvia Steiner Richard Zechmeister              |       | Germania Doreen Vennekamp Michael Schwald                                  |       |
| Carabina a squadre   | Germania Anna Janssen Maximilian Ulbrich                     |       | Francia Oceanne Muller Lucas Bernard Denis Kryzs        |       | Svezia Isabelle Johansson Marcus Madsen                                    |       |

### Junior
| Evento               | Oro                                                                  | Punti | Argento                                                             | Punti | Bronzo                                                     | Punti |
| Uomini               |                                                                      |       |                                                                     |       |                                                            |       |
| Pistola individuale  | Ivan Rakitski                                                        | 240,6 | Andreas Koeppl                                                      | 240,3 | Luca Joldea                                                | 219,8 |
| Carabina individuale | Balint Kalman                                                        | 251,2 | Victor Lindgren                                                     | 248,9 | Patrick Entner                                             | 226,4 |
| Pistola a squadre    | Ucraina Maksym Himon Ivan Martynov Timur Pidhornyi                   |       | Romania Luca Joldea Levente Matyas Bucsias Constantin-Daniel Feraru |       | Azerbaigian Vladislav Kalmikov Imran Garayev Haji Musayev  |       |
| Carabina a squadre   | Austria Patrick Entner Johannes Kuen Florian Gugele                  |       | Svezia Victor Lindgren Kallin Pontus Frans Rasmusson                |       | Italia Tommaso Roberto Edoardo Branchini Luca Sbarbati     |       |
| Donne                |                                                                      |       |                                                                     |       |                                                            |       |
| Pistola individuale  | Mariami Prodiashvili                                                 | 242,2 | Manja Slak                                                          | 237,6 | Olivia Ditta Domsits                                       | 215,0 |
| Carabina individuale | Synnoeve Berg                                                        | 252,4 | Alexia Tela                                                         | 249,8 | Mariia Stashko                                             | 228,5 |
| Pistola a squadre    | Georgia Mariami Prodiashvili Mariam Abramishvili Salome Prodiashvili |       | Italia Alessandra Fait Federica Quattrocchi Cristina Magnani        |       | Germania Celina Becker Johanna Blenck Lydia Vetter         |       |
| Carabina a squadre   | Serbia Aleksandra Havran Emilija Ponjavic Ljiljana Cvetkovic         |       | Norvegia Synnoeve Berg Martine Sve Caroline Finnestad Lund          |       | Germania Katrin Grabowski Nele Stark Theresa Luise Schnell |       |
| Misti                |                                                                      |       |                                                                     |       |                                                            |       |
| Pistola a squadre    | Georgia Mariami Prodiashvili Giorgi Mumladze                         |       | Germania Celina Becker Eduard Baumeister                            |       | Azerbaigian Leyli Aliyeva Vladislav Kalmikov               |       |
| Carabina a squadre   | Germania Nele Stark Justus Ott                                       |       | Serbia Aleksandra Havran Aleksa Rakonjac                            |       | Germania Katrin Grabowski Nils Palberg                     |       |